# Cepora abnormis
Cepora abnormis is een vlindersoort uit de familie van de Pieridae (witjes), onderfamilie Pierinae.
Cepora abnormis werd in 1867 beschreven door Wallace.